# Pere Giralt Alemany
Pere Giralt Alemany (Vilanova i la Geltrú, 16 de maig de 1856 - L'Havana, 1924) fou un periodista i escriptor, conegut per fundar a l'Havana el periòdic en català L'Atlàntida (1881). Conreà el teatre, la poesia i la novel·la i feu diversos estudis de crítica social, política i literària.
Arribà a Cuba el 1873 i començà treballant en els tallers del seu germà Albert a la ciutat de Càrdenas, província de Matanzas, on col·laborà en el diari El Progreso. Després guanyà la plaça de delineant d'Obres Públiques a l'Havana, on es traslladà i fundà el periòdic l'Atlàntida (1881), en català, i també col·laborà en el periòdic bilingüe i especialitzat en treballs literaris i en notícies de Catalunya i de la comunitat catalana al país L'Almogàver (1885). Més tard residí a la ciutat de Colón, província de Matanzas, on fundà el diari El Imparcial (1891). El 1894 treballà a la redacció del diari El Comercio i, des del 1899, al Diario de la Marina, a l'Havana, on tingué diversos càrrecs. S'especialitzà en cròniques d'informació.Traçà i publicà els plans de l'Havana (1891) i els de l'illa de Cuba el 1895.
A més, conreà el teatre, la poesia i la novel·la i feu diversos estudis de crítica social, política i literària. Entre les novel·les publicades destaquen Claudio (Cárdenas, 1880), Berenguer de Montalt (Cárdenas, 1880), Sulamita (L'Havana, 1881), La señorita Delfina (L'Havana, 1883) i Guadalupe (L'Havana, 1884).
També és autor de Soledad, Ilusiones, Historia contemporánea de Cuba, 1801 a 1806, El por qué de la gravitación, Bellezas del Quijote, Una dama entre dos fuegos, Destellos de arte y crítica, Clasificación de tipos de belleza en la mujer, La vida del corazón, La selva virgen i Cronología moderna universal de los sucesos ocurridos en el mundo, especialmente en Cuba y en España desde 1800 a 1923. Deixà també unes Poesías del vate sin nombre (1878). També fou autor del llibre El amor y la prostitución.

## Obra publicada
- Hojas caídas[3][4]
- Resumen cronológico de Cuba (1886)
- Poesías del vate sin nombre (1878)
- Claudio. Cárdenas, 1880
- Berenguer de Montalt. Cárdenas, 1880
- Sulamita. L'Havana, 1881
- La señorita Delfina. L'Havana, 1883
- Guadalupe. L'Havana, 1884
- Soledad. L'Havana, 1890
- Ilusiones. Colón, 1893
- Historia contemporanea de la isla de Cuba: resumen cronológico de los sucesos más importantes ocurridos en esta isla desde 1801 hasta el presente de 1896. La Havana, Imp. del Aviador Comercial de Pulido y Díaz, 1896
- El porqué de la gravitación (1899)
- Principios de mecánica fundamental (1901)
- Bellezas del Quijote. L'Havana, 1905
- Una dama entre dos fuegos. L'Havana, 1911
- Destellos de arte y crítica. 1912
- Clasificación de tipos de belleza en la mujer. L'Havana, 1916
- La vida del corazón. L'Havana, 1919
- La selva virgen. L'Havana, 1923
- Cronología moderna universal de los sucesos ocurridos en el mundo, especialmente en Cuba y en España desde 1800 a 1923. L'Havana, 1924
- El amor y la prostitución